# 21509 Lucascavin
A 21509 Lucascavin (ideiglenes jelöléssel 1998 KL35) a Naprendszer kisbolygóövében található aszteroida. A LINEAR projekt keretében fedezték fel 1998. május 22-én.